# Паслер, Денис Владимирович
Дени́с Влади́мирович Па́слер (род. 29 октября 1978, Североуральск) — российский государственный и политический деятель. Временно исполняющий обязанности губернатора Свердловской области с 26 марта 2025.
Губернатор Оренбургской области (18 сентября 2019 — 26 марта 2025) (врио 21 марта — 18 сентября 2019). Председатель Правительства Свердловской области (2012—2016).

## Биография
Родился 29 октября 1978 года в Североуральске Свердловской области.

### Карьера
После окончания университета в 2001 году Денис Паслер начал работать в ЗАО «Североуральский завод ЖБИ» в должности начальника отдела сбыта, затем был назначен коммерческим директором предприятия. Вскоре стал генеральным директором ООО «Североуральский завод ЖБИ» которым и оставался (по совместительству) до назначения председателем правительства Свердловской области.
В 2004—2005 годах руководил ОАО «Краснотурьинскмежрайгаз».
С 2005 по 2009 год Паслер возглавлял ЗАО «ГАЗЭКС» (ГРО Свердловской области).
В 2009—2010 годах был управляющим директором ОАО «Свердловэнергосбыт», а с 25 декабря 2010 по 2012 год занимал должность генерального директора ОАО «Екатеринбурггаз».
2 марта 2008 года был избран депутатом Палаты Представителей Законодательного собрания Свердловской области от Серовского одномандатного избирательного округа № 19.
В период с 2008 по 2011 год — депутат Палаты Представителей Законодательного собрания Свердловской области от Серовского избирательного округа.
В мае 2009 года избран в состав Регионального политического совета партии «Единая Россия», в мае 2011 года — в состав президиума политсовета партии.
С декабря 2011 по июнь 2012 года — депутат Законодательного собрания Свердловской области, член комитета по развитию инфраструктуры и жилищной политике.
19 июня 2012 года представлен и согласован на должность Председателя Правительства Свердловской области. 20 июня 2012 года, в соответствии с указом губернатора, приступил к обязанностям. 26 сентября 2016 года ушёл в отставку по собственному желанию.
С 10 марта 2017 года исполняет обязанности генерального директора ПАО «Т Плюс», а с 4 апреля 2017 года является и председателем правления ПАО «Т Плюс».

### Губернатор Оренбургской области
21 марта 2019 года Владимир Путин назначил Паслера врио Губернатора Оренбургской области вместо ушедшего в отставку Юрия Берга.
29 апреля кандидатура Дениса Паслера была предложена на праймериз «Единой России» для участия в выборах губернатора Оренбургской области. Денис Паслер одержал победу на праймериз «Единой России». Его на региональной конференции 1 июня 2019 года поддержал 141 делегат из 153 принявших участие в конференции.
В Единый день голосования, 8 сентября 2019 года, с результатом 65,93 % в первом туре выборов Губернатора Оренбургской области он одержал победу. Срок его полномочий завершится в 2024 году.
С 21 декабря 2020 — член президиума Государственного Совета Российской Федерации.
13 июня 2024 года партия «Единая Россия» официально выдвинула Дениса Паслера в качестве кандидата на пост губернатора Оренбургской области. В числе своих основных достижений на посту главы региона в течение первой каденции Паслер отметил в отчёте перед заксобранием области увеличение почти в 2 раза размера бюджета, перезапуск более 100 предприятий, находившихся на грани или в процессе банкротства, сокращение на 40 % числа жалоб на загрязнение воздуха, увеличение средней заработной платы в области на 47 % и приток инвестиций благодаря созданию особой экономической зоны «Оренбуржье». 

### Врио губернатора Свердловской области
Указом Владимира Путина от 26 марта 2025 года № 180 назначен временно исполняющим обязанности губернатора Свердловской области.

## Скандалы
В то же время в период пребывания Паслера на посту в регионе произошёл ряд коррупционных скандалов: по соответствующим обвинениям были задержаны министр архитектуры Наталья Ибрагимова, экс-заместитель министра культуры Анатолий Чахеев, бывший начальник Бюро судебно-медицинской экспертизы Андрей Громов, а также несколько высокопоставленных сотрудников Госстройнадзора. В адрес губернатора были высказаны претензии, связанные с приватизацией и продажей аэропорта Оренбурга, а также решением отказаться от договора аренды городских электросетей с «Россетями». Значимый имиджевый урон Денису Паслеру как публичному политику принесли два события. В 2020 году на открытии Года памяти и славы губернатор допустил такое высказывание: «Нам хотелось, чтобы в каждую семью, и каждую семью затронула война». В апреле 2024 года глава региона начал общение с инициативной группой пострадавших от наводнения граждан с требования убрать телефоны. В августе 2024 г. администрации Паслера пришлось столкнуться с недовольством по случаю приглашения певца Шамана выступить на Дне города в Оренбурге за 16,6 млн рублей. В итоге представители команды Паслера смогли убедить певца передать часть гонорара от выступления в Оренбурге пострадавшим от паводка.

## Семья и личная жизнь
Отец — Владимир Эмильевич Паслер — крупный предприниматель Североуральска, владелец транспортного бизнеса. Скончался в июне 2017 года.
В интервью РИА Новости Денис Паслер рассказал, что его отец работал водителем-грузчиком, будучи на двух работах, а мама трудилась в городском спорткомитете. Заявил, что он сам начал работать очень рано, в 14 лет разгружал вагоны вместе с друзьями.
Брат — Владимир Паслер — ранее депутат Североуральской городской думы, коммерческий директор ООО «Североуральский завод ЖБИ» и вице-мэр города Североуральска, в настоящее время занимает должность исполняющего обязанности исполнительного директора-заместителя генерального директора АО «ГАЗЭКС» по Северному округу Свердловской области.
Младший брат — Иван Паслер — на протяжении многих лет работает в газовой индустрии. На август 2020 года занимал должности заместителя генерального директора и главного инженера АО «Екатеринбурггаз»
Первая жена — Лариса Паслер (1975—2022), бывшая спортсменка, играла за волейбольный клуб «Уралочка». В первом браке у Дениса Паслера двое сыновей — Михаил и Денис. Супруги расстались в 2013 году, дети проживали с матерью.
Нынешняя жена (по другим данным, официально не женат) — Елена Герц имеет медицинское образование, работала врачом-косметологом, сейчас — медиа-менеджер, редактор и издатель. Супруги воспитывают троих детей: сына и дочь Елены от первого брака и совместного малолетнего сына.

## Увлечения
Увлекается спортом, шефствует над взрослой и детской футбольными командами города Каменска-Уральского. Ранее входил в совет директоров футбольного клуба «Урал». Сам активно играет в футбол и занимается спортивным плаванием.
12 апреля 2019 года принял участие в «Космическом забеге» — массовых соревнованиях по бегу на дальнюю дистанцию, проходивших в Оренбурге и посвящённых Дню космонавтики.

## Санкции
19 августа 2022 года, за поддержку вторжения России на Украину, Паслер включён в санкционный список Канады «близких соратников режима, которые являются соучастниками агрессии российского режима против Украины».
19 октября 2022 года включён в санкции Украины как «глава государственного органа, осуществлявший поддержку/поощрение/публичное одобрение политики РФ, направленной на проведение военных действий и геноцид гражданского населения в Украине».
По аналогичным основаниям находится под санкциями США, Великобритании, Австралии, Новой Зеландии.